# Предоре
Предоре (итал. Predore) — коммуна в Италии, располагается в регионе Ломбардия, подчиняется административному центру Бергамо.
Население составляет 1852 человека, плотность населения составляет 163 чел./км². Занимает площадь 11,3 км². Почтовый индекс — 24060. Телефонный код — 035.
Покровителем населённого пункта считается святой Иоанн Креститель. Праздник ежегодно празднуется 4 июня.